# Актинідієві
Актинідієві (Actinidiaceae) — родина багаторічних рослин порядку вересоцвіті (Ericales). 

## Опис
Актинідієві можуть бути деревами, чагарниками або дерев'янистими виткими рослинами. Листки чергові, прості, коротко або довго черешкові, без прилистків, зубчаті або мають цілі краї. Квітки ростуть самотньо або в кластерах з вільними чашолистками та пелюстками. Плоди — ягоди або шкірясті капсули.

## Поширення
Родина має 3 роди й приблизно 360 видів, поширених переважно у тропіках Азії, Америки й Північної Австралії. На всій території України зростає два декоративні та їстівні види родом з Далекого Сходу: актинідія гостра (Actinidia arguta) й актинідія коломікта (Actinidia kolomikta). Деякі види широко культивується по всьому світу.